# Nossa Senhora da Tourega
Nossa Senhora da Tourega é uma localidade portuguesa do Município de Évora que foi sede da extinta Freguesia de Nossa Senhora da Tourega, freguesia que tinha 196,17 km² de área e 686 habitantes (2011), e, por isso, uma densidade populacional de 3,5 hab/km². Até 22 de agosto de 2003, era conhecida como Nossa Senhora da Torega.
A Freguesia de Nossa Senhora da Tourega foi extinta em 2013, no âmbito de uma reforma administrativa nacional, para, em conjunto com a Freguesia de Nossa Senhora de Guadalupe, formar uma nova freguesia denominada União das Freguesias de Nossa Senhora da Tourega e Nossa Senhora de Guadalupe da qual é a sede.
Há uma lenda do martirológio católico que conta que a Santa Comba do Alentejo, mártir cristã, no ano 300, irmã de São Jordão, terá sido aqui decapitada.

## População
| População da freguesia de Nossa Senhora da Tourega | População da freguesia de Nossa Senhora da Tourega | População da freguesia de Nossa Senhora da Tourega | População da freguesia de Nossa Senhora da Tourega | População da freguesia de Nossa Senhora da Tourega | População da freguesia de Nossa Senhora da Tourega | População da freguesia de Nossa Senhora da Tourega | População da freguesia de Nossa Senhora da Tourega | População da freguesia de Nossa Senhora da Tourega | População da freguesia de Nossa Senhora da Tourega | População da freguesia de Nossa Senhora da Tourega | População da freguesia de Nossa Senhora da Tourega | População da freguesia de Nossa Senhora da Tourega | População da freguesia de Nossa Senhora da Tourega | População da freguesia de Nossa Senhora da Tourega |
| -------------------------------------------------- | -------------------------------------------------- | -------------------------------------------------- | -------------------------------------------------- | -------------------------------------------------- | -------------------------------------------------- | -------------------------------------------------- | -------------------------------------------------- | -------------------------------------------------- | -------------------------------------------------- | -------------------------------------------------- | -------------------------------------------------- | -------------------------------------------------- | -------------------------------------------------- | -------------------------------------------------- |
| 1864                                               | 1878                                               | 1890                                               | 1900                                               | 1911                                               | 1920                                               | 1930                                               | 1940                                               | 1950                                               | 1960                                               | 1970                                               | 1981                                               | 1991                                               | 2001                                               | 2011                                               |
| 576                                                | 688                                                | 633                                                | 614                                                |                                                    |                                                    | 1 186                                              | 1 507                                              | 1 539                                              | 1 847                                              | 1 269                                              | 1 100                                              | 870                                                | 804                                                | 686                                                |

Nos anos de 1911 e 1920 estava anexada à freguesia de Nossa Senhora da Graça do Divor

## Património
- Anta Grande do Zambujeiro ou Anta Grande do Zambujeiro de Valverde
- Anta do Barrocal ou Anta 1 da Herdade do Barrocal
- Conjunto Megalítico de Vale de Rodrigo
- Villa Romana de Nossa Senhora da Tourega
- Capela e claustro do Convento do Bom Jesus de Valverde (também conhecidos por: Convento do Bom Jesus da Ordem dos Capuchos, Capela da Mitra e Claustro da Mitra, Colégio da Mitra, Colégio do Bom Jesus de Valverde ou Polo da Mitra da Universidade de Évora)
- Quinta do Paço de Valverde